# Королевская школа привилегированных учеников

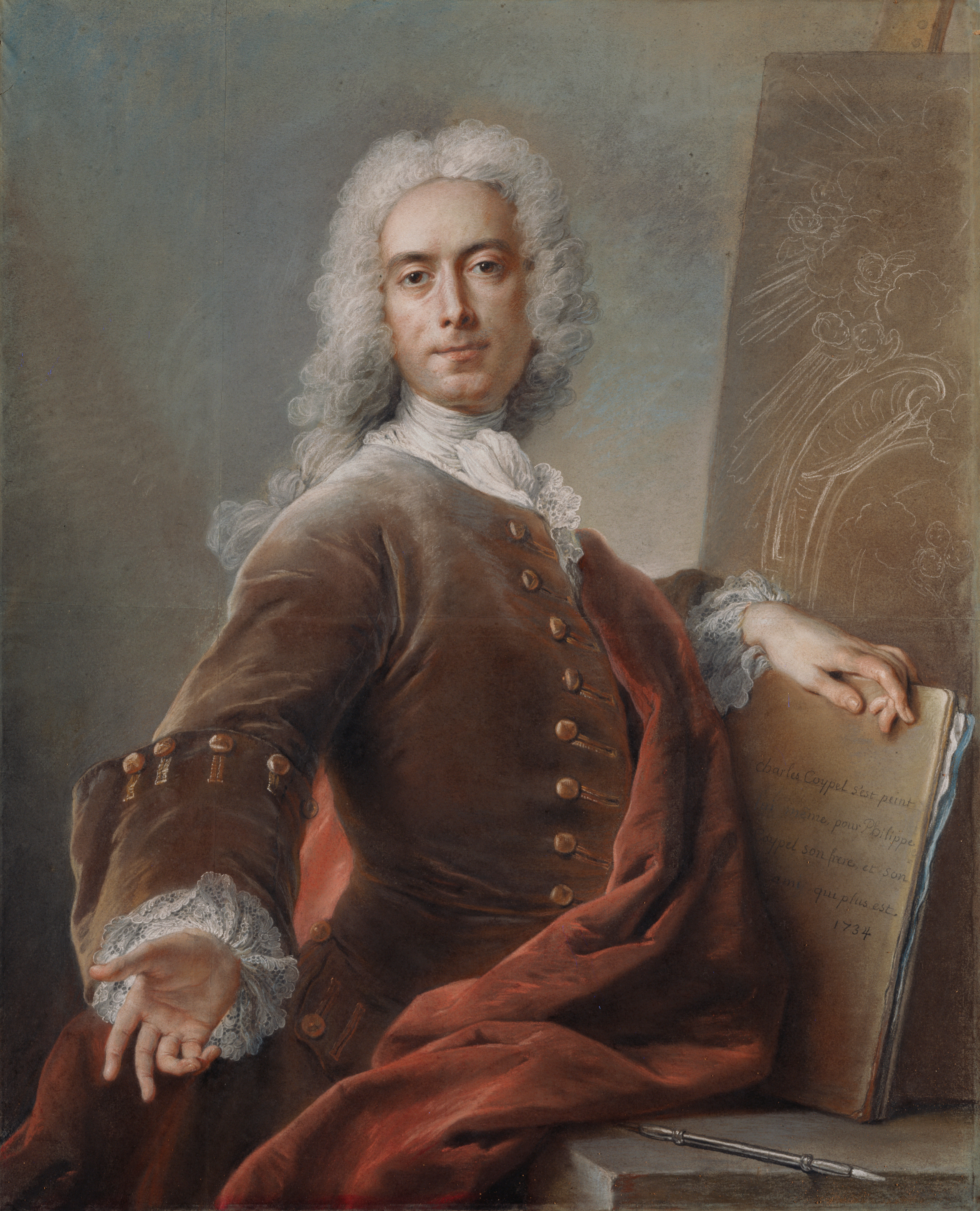
Шарль Антуан Куапель. Автопортрет. 1734. Бумага, пастель. Музей Гетти, Лос-Анджелес, США

Королевская школа привилегированных учеников (фр. L’École royale des élèves protégés) — учебное заведение, действовавшее во Франции, в Париже с 1748 по 1775 год.

## История
Школа была создана королём Франции Людовиком XV в 1748 году по настоянию и под руководством французского живописца Шарля Антуана Куапеля, в то время директора Королевской академией живописи и скульптуры. В школу принимали соискателей Римской премии, присуждаемой Академией. До учреждения школы лауреаты Римской премии получали возможность обучаться в Риме в течение трёх-пяти лет на полном пансионе, имея королевскую стипендию в 300 ливров, но результаты такого обучения оставались неудовлетворительными, поэтому Куапель обратился к Ленорману де Турнему, который имел влияние на короля в финансовых вопросах, с просьбой помочь организовать дополнительный этап обучения перед такой поездкой.
Школа предоставляла ученикам возможность провести три года, «специальных занятий» под руководством первого живописца короля Шарль-Андре Ван Лоо и профессора истории, мифологических сюжетов (la Fable) и географии, которым в 1749 году станет Мишель-Франсуа Дандре-Бардон, прежде чем отправиться в Рим, для дальнейшей учёбы во Французской академии в Риме. Патентная грамота была выдана 4 июня 1748 года, а школа открылась 1 января 1749 года.
В школе существовала система стипендий, позволяющая лучим шести студентам из числа около сотни претендентов посещать занятия по рисованию с живой модели (помимо сыновей академиков) в амфитеатре Академии. Кроме того, эти студенты получали от короля грант в размере 300 ливров сроком на три года. Однако дворяне, принятые в Академию в качестве свободных членов (associés libres), не могли благосклонно относиться к приёму учеников-протестантов и масонов, согласно принципам свободы, вынесенных стипендиатами Французской академии из Рима. Им удалось подорвать поддержку Школы, которая была закрыта в 1775 году.
Тем не менее, школа воспитала несколько выдающихся художников. Среди учеников школы в первой половине 1750-х годов был Жан-Оноре Фрагонар.